# میرزا ادیب
میرزا ادیب (۱۹۹۹-۱۹۱۴ میلادی) نویسندهٔ اردوزبانِ پاکستانی بود.